# Понте Нуово (Перуђа)
Понте Нуово је насеље у Италији у округу Перуђа, региону Умбрија.
Према процени из 2011. у насељу је живело 607 становника. Насеље се налази на надморској висини од 198 м.